# Kozlovets
Kozlovets (búlgaro:Козловец) é uma aldeia da Bulgária, localizada no distrito de Veliko Tarnovo, obshtina Scishtov. A sua população era de 1051 habitantes segundo o censo de 2010.

## História
A aldeia de Kozlovets era originalmente uma aldeia búlgaro-turca. É mencionado em documentos turcos de 1632. chamada Isliva (provavelmente de Slivovo). A primeira escola mosteiro foi fundada em 1860 ano.

## População

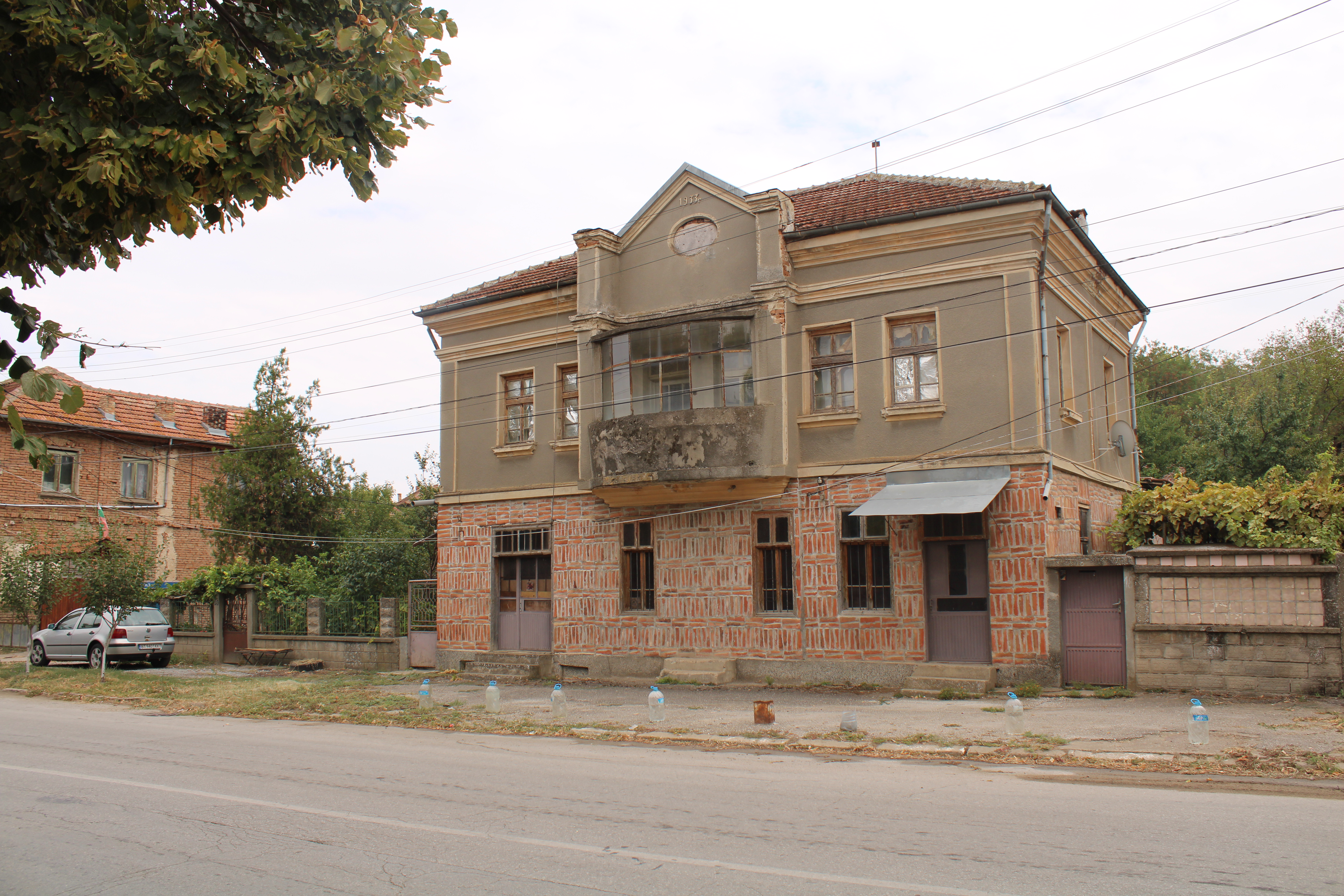
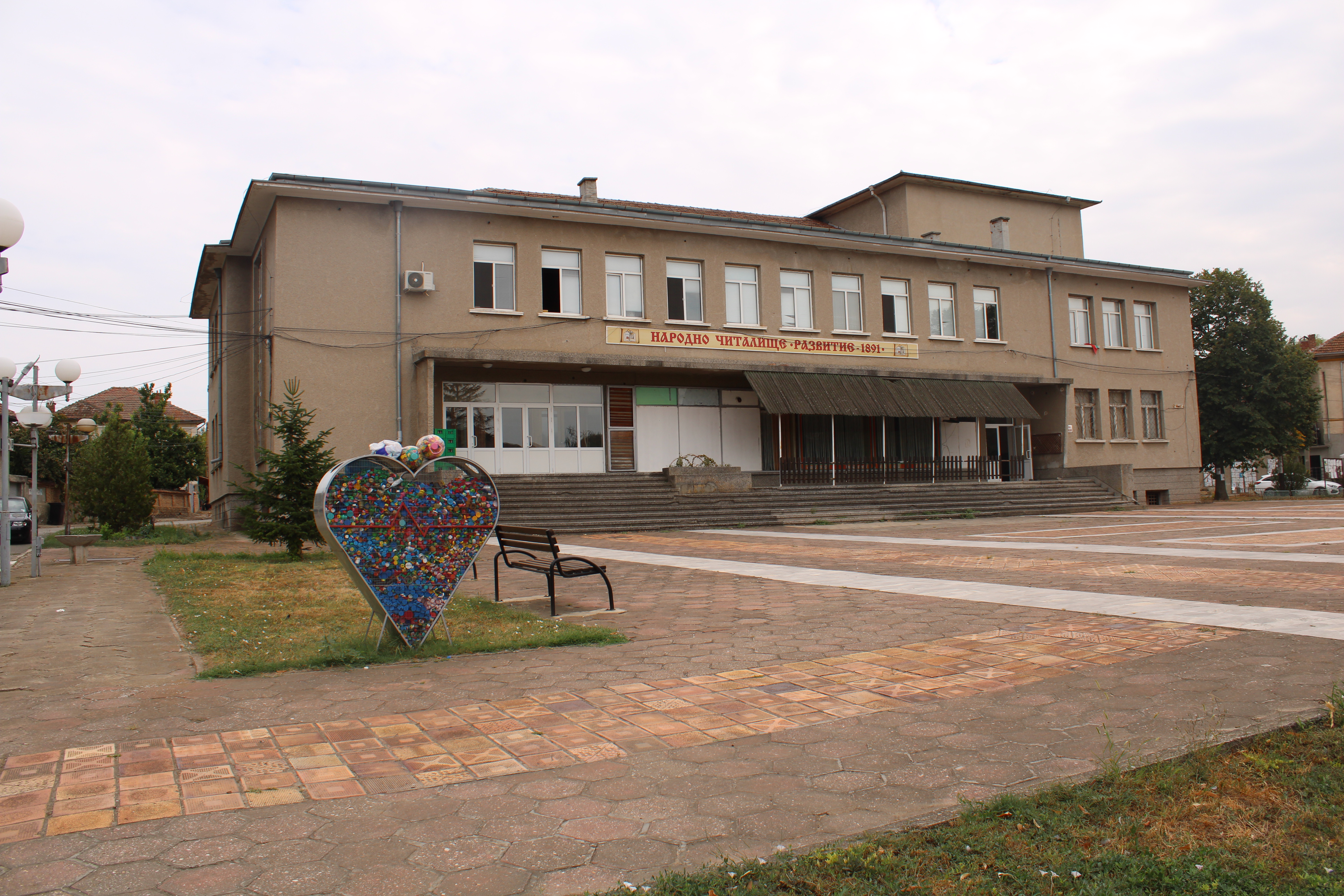

| Kozlovets | Kozlovets | Kozlovets | Kozlovets | Kozlovets | Kozlovets | Kozlovets | Kozlovets | Kozlovets | Kozlovets | Kozlovets | Kozlovets | Kozlovets | Kozlovets | Kozlovets | Kozlovets | Kozlovets | Kozlovets | Kozlovets | Kozlovets |
| --- | --------- | --------- | --------- | --------- | --------- | --------- | --------- | --------- | --------- | --------- | --------- | --------- | --------- | --------- | --------- | --------- | --------- | --------- | --------- |
| Ano | 1887      | 1910      | 1934      | 1946      | 1956      | 1965      | 1975      | 1985      | 1992      | 2001      | 2002      | 2003      | 2004      | 2005      | 2006      | 2007      | 2008      | 2009      | 2010      |
| População | 2,016     | 2,679     | 3,863     | 4,337     | 3,969     | 3,528     | 3,065     | 2,270     | 1,722     | ??        | ??        | ??        | ??        | ??        | ??        | ??        | ??        | ??        | 1,443     |
| Fontes: Instituto Nacional de Estatísticas, „citypopulation.de“,?? „pop-stat.mashke.org“,?? Bulgarian Academy of Sciences?? |           |           |           |           |           |           |           |           |           |           |           |           |           |           |           |           |           |           |           |